# Francisco de Grado y Maldonado
Francisco de Grado y Maldonado (* Salamanca, ca. 1526 - † Arequipa, ca. 1572) fue un conquistador y encomendero español establecido en el Virreinato del Perú. Participó en las Guerras Civiles y ejerció el cargo de alcalde ordinario de Arequipa en tres oportunidades.

## Biografía
Sus padres fueron los salmantinos Juan de Grado e Isabel Maldonado. Pasó muy joven al Perú, posiblemente siguiendo a su pariente Antonio de Grado, participando sucesivamente en la conquista de los Chachapoyas, con Alonso de Alvarado; la derrota de la rebelión almagrista en la batalla de Chupas, junto a Cristóbal Vaca de Castro (1542); la conquista de los Bracamoros con los capitanes Pedro de Vergara y Juan Porcel; la guerra contra el rebelde Gonzalo Pizarro, primero a órdenes del virrey Blasco Núñez Vela y luego con el presidente Pedro de la Gasca, junto al cual estuvo en la llamada batalla de Jaquijahuana (1548), y en la derrota del rebelde Francisco Hernández Girón en la batalla de Pucará (1554).
El virrey Marqués de Cañete lo recompensó entregándole la encomienda de Pampacolca con 4.000 pesos de renta anual. Establecido definitivamente en Arequipa sería elegido alcalde ordinario en 1555, 1558 y 1564. Falleció después de 1572.

## Descendencia
Durante su estancia en el Cuzco tomó por concubina a Catalina Páucar Ocllo, posible hija de Túpac Hualpa y por lo tanto nieta de Huayna Cápac, con la cual tuvo a:
- Guiomar de Grado Maldonado, casada con Gaspar López de Carvajal, hijo de fundadores de Arequipa, con sucesión.

Establecido en Arequipa, contrajo matrimonio con Francisca Navarrete y, al fallecer ésta, con Feliciana de Silva, hija del conquistador Diego de Silva y Guzmán.